# دانشگاه مموریال نیوفاندلند
دانشگاه مموریال نیوفاندلند که در محاوره با عنوان دانشگاه مموریال یا مان شناخته می‌شود، دانشگاهی جامع بوده و در شهر سینت جانز در ایالت نیوفاندلند و لابرادور کانادا واقع شده است. دارای پردیس‌های دیگر در کورنر بروک، سایر مناطق نیوفاندلند و لابرادور، سنت پیر و هارلو در انگلستان است.
این دانشگاه در سپتامبر 1925 به عنوان یک یادبود از نیوفاندلندی‌ها و لابرادوری‌هایی که در جنگ جهانی اول کشته شدند تأسیس شده. دانشگاه مموریال با پیشینه‌ای قوی در زمینه‌های آموزشی، مهندسی، بازرگانی، زمین‌شناسی و دارو، یکی از جامع‌ترین دانشگاه‌های کانادا است. همچنین این دانشگاه با بیش از ۱۸۰۰۰ دانشجو، بزرگ‌ترین دانشگاه در آتلانتیک کانادا است. بیش از ۱۱۰۰ استاد و ۲۳۰۰ کارمند در ۴ پردیس دانشگاه مموریال مشغول فعالیت هستند. دانشگاه مموریال عضو انجمن جهانی دانشگاه‌ها است.

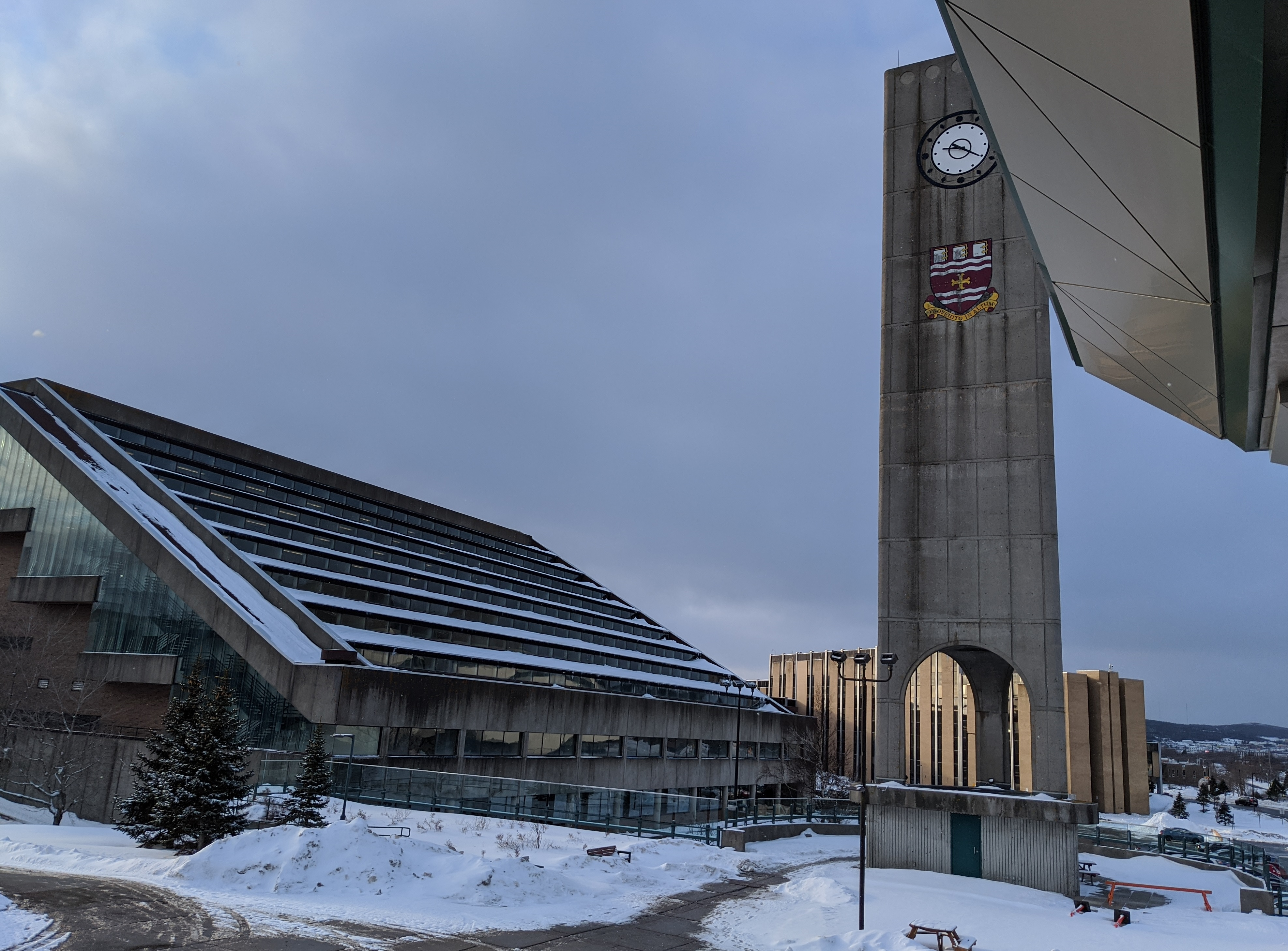
تصویری از برج ساعت دانشگاه مموریال (MUN) و کتابخانه QEII
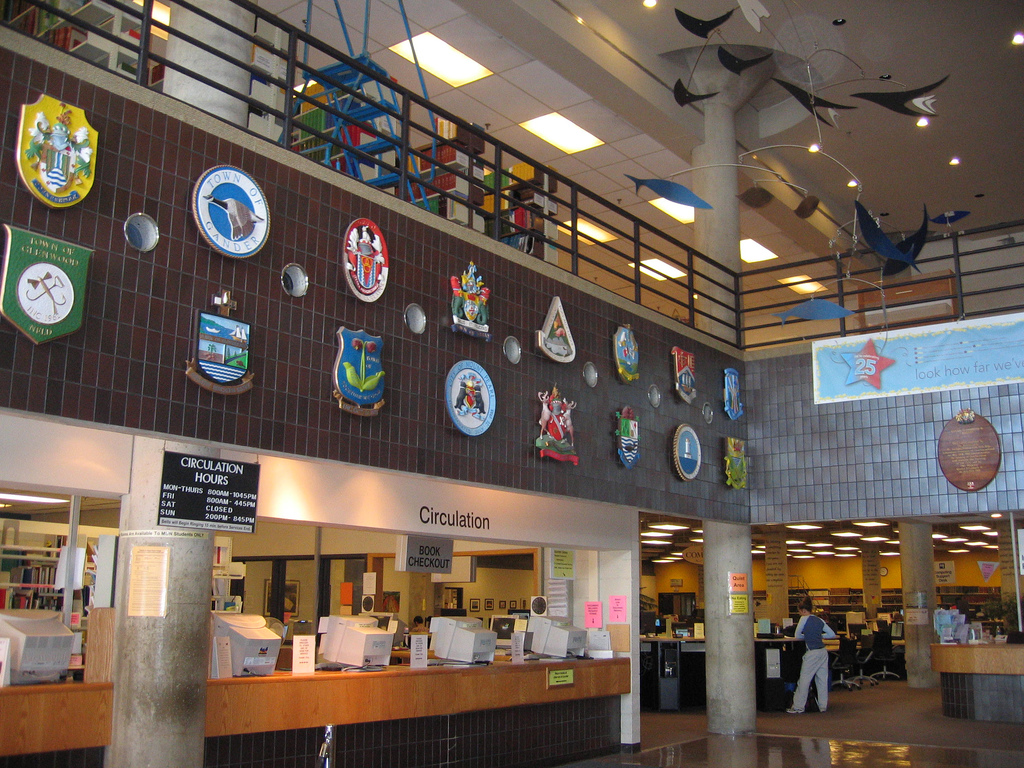
نمایی داخلی کتابخانه QEII
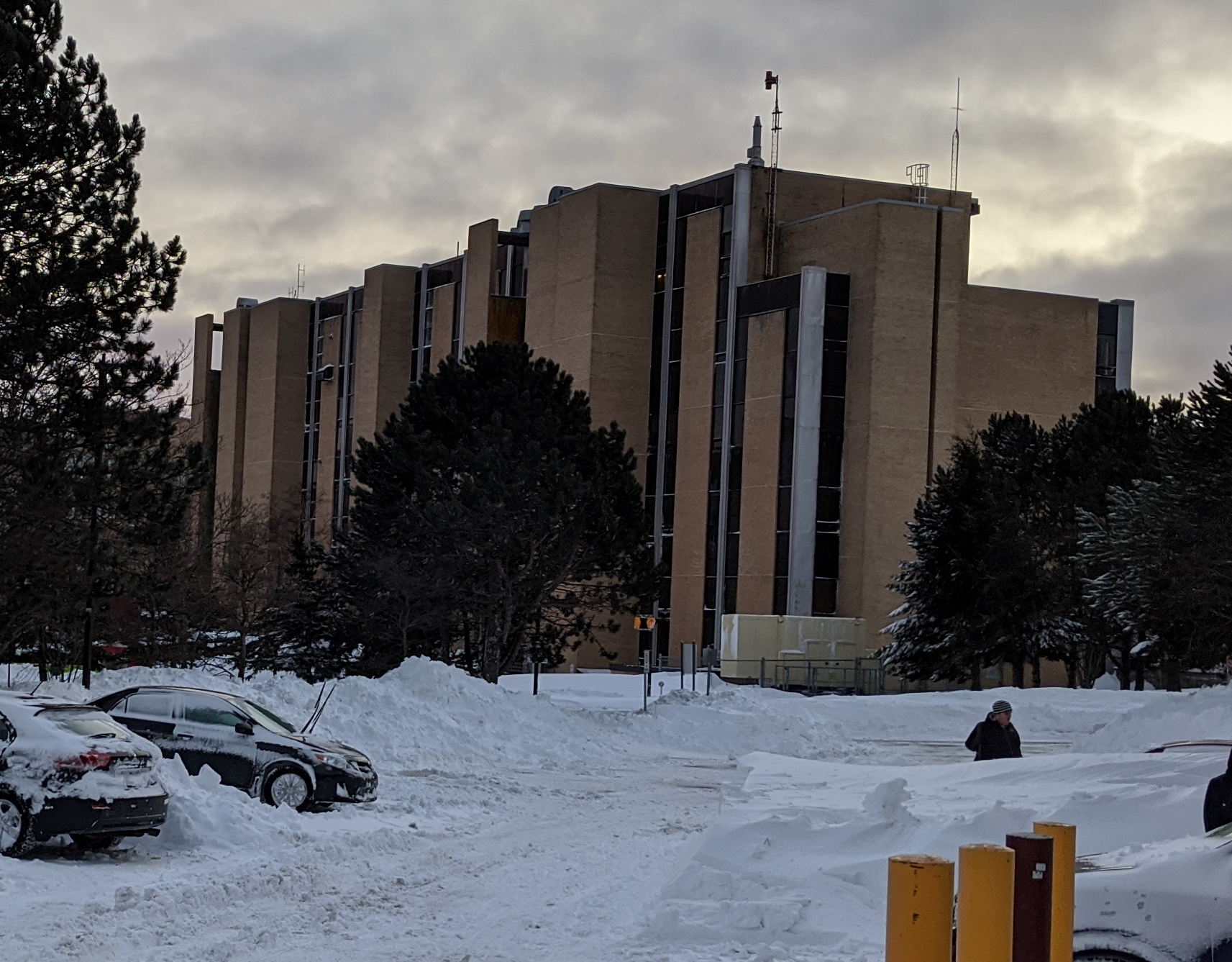
ساختمان شیمی-فیزیک
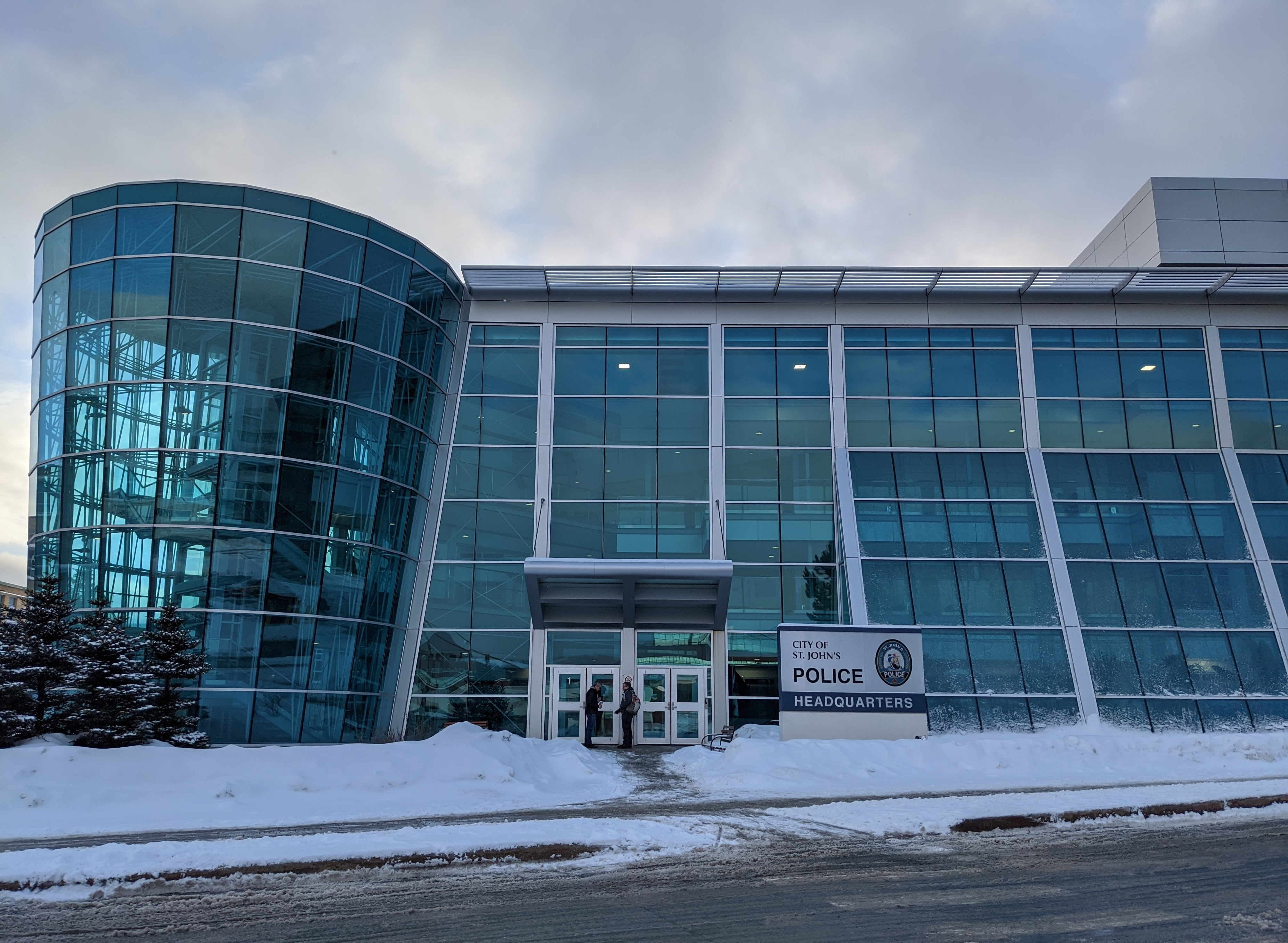
برونوسنتر (عکس از صحنه فیلمبردای هادسون و رکس)
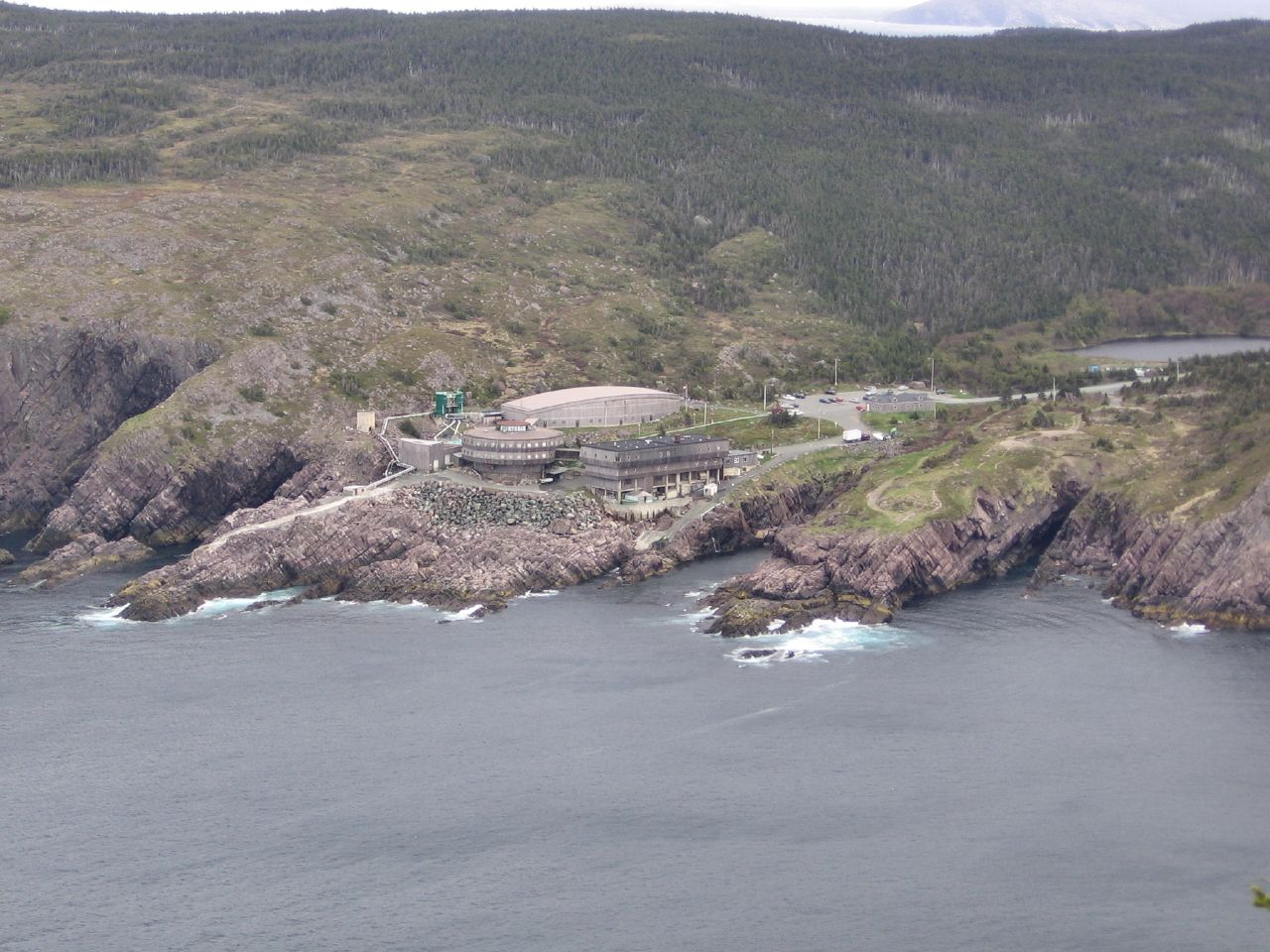
مرکز علوم اقیانوس